# TCL Corporation
TCL Technology (TCL科技) là một tập đoàn điện tử đa quốc gia có trụ sở ở Huệ Châu, Quảng Đông, Trung Quốc. Tập đoàn chuyên về thiết kế, phát triển, sản xuất và bán các sản phẩm điện tử như tivi, điện thoại di động, điều hòa không khí, máy giặt, tủ lạnh và các dụng cụ điện tử nhỏ. Năm 2010, tập đoàn là nhà sản xuất đồ tiêu dùng điện tử lớn thứ 25 trên thế giới.
TCL bao gồm bốn công ty niêm yết: TCL Technology được niêm yết trên Sàn giao dịch chứng khoán Thâm Quyến và TCL Electrónica Holdings, Ltd. (SEHK: 1070), TCL Communication Technology Holdings, Ltd. (mã cũ SEHK: 2618; hủy niêm yết năm 2016), Công nghệ hiển thị TCL (SEHK: 334) và Tonly Electronics (SEHK: 1249) được liệt kê trên thị trường chứng khoán Hồng Kông.
Khẩu hiệu của công ty TCL là "Cuộc sống sáng tạo".

## Lịch sử
Công ty được thành lập vào năm 1981 dưới tên thương hiệu TTK với tư cách là nhà sản xuất băng cassette. Năm 1985, sau khi bị TDK kiện vì vi phạm sở hữu trí tuệ, công ty này đã được đổi tên thương hiệu thành TCL (viết tắt của Telephone Communication Limited). Nó bắt đầu sản xuất hàng điện tử tiêu dùng cho thị trường Trung Quốc trong những năm 1980, và bắt đầu bán ra nước ngoài vào những năm 2000. Mặc dù là một doanh nghiệp nhà nước, TCL được thành lập như một liên doanh với một số nhà đầu tư có trụ sở tại Hồng Kông.
Vào ngày 19 tháng 9 năm 2002, TCL đã công bố mua lại tất cả các tài sản liên quan đến điện tử tiêu dùng của công ty cũ Schneider Rundfunkwerke AG của Đức, bao gồm quyền sử dụng các nhãn hiệu của mình như Schneider, Dual, Albona, Joyce và Logix.
Vào tháng 7 năm 2003, Chủ tịch TCL Li Dongsheng chính thức công bố "Kế hoạch rồng và hổ" để thành lập hai doanh nghiệp TCL cạnh tranh trên thị trường toàn cầu ("Rồng") và ba doanh nghiệp hàng đầu bên trong Trung Quốc ("Hổ").
Vào tháng 11 năm 2003, TCL và Thomson SA của Pháp tuyên bố thành lập một liên doanh để sản xuất tivi và đầu DVD trên toàn thế giới. TCL đã mua 67% cổ phần trong liên doanh, với Thomson SA nắm giữ phần còn lại và đã đồng ý rằng tivi do TCL-Thomson sản xuất sẽ được bán dưới thương hiệu TCL ở châu Á và các thương hiệu Thomson và RCA ở châu Âu và Bắc Mỹ.
Vào tháng 4 năm 2004, TCL và Alcatel đã công bố thành lập một liên doanh sản xuất điện thoại di động: Điện thoại di động Alcatel. TCL đã bơm 55 triệu euro vào liên doanh để đổi lấy 55% cổ phần.
Vào tháng 4 năm 2005, TCL đã đóng cửa nhà máy sản xuất của mình tại Türkheim, Bavaria. 120 cựu nhân viên Schneider bị mất việc.
Vào tháng 5 năm 2005, TCL tuyên bố rằng đơn vị niêm yết tại Hồng Kông của họ sẽ mua 45% cổ phần của Alcatel trong liên doanh điện thoại di động của họ để xem xét số cổ phiếu TCL Communication trị giá 63,34 triệu đô la Hồng Kông.
Vào tháng 6 năm 2007, TCL tuyên bố rằng bộ phận điện thoại di động của họ đã lên kế hoạch ngừng sử dụng thương hiệu Alcatel và chuyển hoàn toàn sang thương hiệu TCL trong vòng năm năm.
Vào tháng 4 năm 2008, Samsung Electronics tuyên bố rằng họ sẽ thuê ngoài việc sản xuất một số mô-đun TV LCD cho TCL.
Vào tháng 7 năm 2008, TCL tuyên bố rằng họ có kế hoạch tăng 1,7 tỷ nhân dân tệ (tương đương 249 triệu đô la) thông qua việc phát hành cổ phiếu trên Sở giao dịch chứng khoán Thâm Quyến để tài trợ cho việc xây dựng hai dây chuyền sản xuất cho TV LCD; một cho màn hình lên tới 42 inch, và một cho màn hình lên tới 56 inch. TCL đã bán tổng cộng 4,18 triệu TV LCD trong năm 2008, nhiều hơn gấp ba số lượng trong năm 2007
Vào tháng 1 năm 2009, TCL đã công bố kế hoạch tăng gấp đôi công suất sản xuất TV LCD lên 10 triệu chiếc vào cuối năm 2009.
Vào tháng 11 năm 2009, TCL tuyên bố rằng họ đã thành lập một liên doanh với chính phủ Thâm Quyến để xây dựng một cơ sở sản xuất màn hình tinh thể lỏng bóng bán dẫn màng mỏng thế hệ 8,5 trong thành phố với chi phí 3,9 tỷ USD.
Vào tháng 3 năm 2010, TCL đa phương tiện đã huy động được 525 triệu đô la Hồng Kông thông qua việc bán cổ phần trên Sở giao dịch chứng khoán Hồng Kông, để tài trợ cho việc phát triển các doanh nghiệp LCD và LED và tạo vốn lưu động.
Vào tháng 5 năm 2011, TCL đã ra mắt Hiệp hội Công nghệ Thiết bị đầu cuối Đa phương tiện Thông minh Trung Quốc hợp tác với Công ty Điện lực Hisense và Công ty Điện lực Tứ Xuyên, với mục đích giúp thiết lập các tiêu chuẩn công nghiệp cho TV thông minh.
Vào tháng 1 năm 2013, TCL đã mua quyền đặt tên cho Nhà hát Trung Quốc Grauman với giá 5 triệu đô la.
Nhà hát Trung Quốc Grauman, hay Nhà hát Trung Quốc TCL tại Hollywood, California.
Vào năm 2014, TCL đã thay đổi ý nghĩa của tên viết tắt từ "Điện thoại liên lạc giới hạn" thành một khẩu hiệu thương hiệu, "Cuộc sống sáng tạo", cho mục đích thương mại.
Vào tháng 2 năm 2014, TCL đã chi 280 triệu RMB để mua 11% cổ phần của Công ty TNHH Truyền thông và Phát thanh Thiên Tân 712, một công ty thuộc sở hữu của quân đội Trung Quốc chuyên sản xuất các thiết bị liên lạc và hệ thống định vị cho quân đội Trung Quốc.
Vào tháng 8 năm 2014, TCL Corporation đã liên quan đến việc hối lộ một quan chức chính phủ ở tỉnh Quảng Đông để đổi lấy trợ cấp của chính phủ.
Vào tháng 10 năm 2014, TCL đã mua lại thương hiệu Palm từ HP để sử dụng trên điện thoại thông minh.
Năm 2016, TCL đã đạt được thỏa thuận với BlackBerry Limited để sản xuất điện thoại thông minh dưới thương hiệu BlackBerry, dưới BlackBerry Mobile.
Năm 2019, TCL tái cơ cấu, hoàn tất việc bàn giao tài sản, sau đó được tách thành Tập đoàn Công nghệ TCL (TCL Technology) và TCL Industrial Holdings (TCL Industrials).
Năm 2020, TCL đã mua lại tài sản của Samsung Display tại Tô Châu, Trung Quốc, bao gồm nhà máy Gen 8.5 và một nhà máy mô-đun LCD.

## Hoạt động
TCL được tổ chức thành năm bộ phận kinh doanh:
- Đa phương tiện: TV
- Truyền thông: điện thoại di động và thiết bị Mify
- Thiết bị gia dụng: ví dụ máy điều hòa nhiệt độ và máy giặt, máy hút bụi, tủ lạnh
- Điện tử gia dụng / Điện tử tiêu dùng: Các sản phẩm ODM, như DVD và vv
- Công nghệ quang điện tử sao Trung Quốc (CSOT): bảng hiển thị cho TV

Ngoài ra, nó có bốn lĩnh vực kinh doanh trực thuộc:
- Bất động sản và đầu tư
- Hậu cần và dịch vụ
- Khóa học online
- Tài chính

TCL có hoạt động tại hơn 80 thành phố trên khắp Châu Phi, Châu Á, Châu Úc, Châu Âu, Bắc Mỹ và Nam Mỹ. Nó có 18 trung tâm R & D, 20 cơ sở sản xuất lớn và hơn 40 văn phòng bán hàng trên toàn thế giới.
TCL Corporation cũng có cơ sở nghiên cứu riêng của mình được gọi là TCL Corporate Research, đặt tại Thâm Quyến, Trung Quốc với mục tiêu nghiên cứu các cải tiến công nghệ tiên tiến cho các công ty con khác.

## Sản phẩm
Các sản phẩm chính của TCL là TV, đầu DVD, điều hòa không khí, điện thoại di động, thiết bị gia dụng, đèn điện và phương tiện kỹ thuật số.
TCL chủ yếu bán sản phẩm của mình dưới các tên thương hiệu sau:
- TCL (ở Châu Phi, Châu Á, Châu Úc, Châu Âu, Bắc Mỹ, Nam Mỹ và Nga - TV, điều hòa không khí);
- Điện thoại di động Alcatel và Thomson (toàn cầu)
- BlackBerry (điện thoại thông minh) toàn cầu
- Các sản phẩm điện mang nhãn hiệu RCA tại Hoa Kỳ.

Công ty, tính đến tháng 4 năm 2012, đang liên doanh với công ty nội thất khổng lồ IKEA của Thụy Điển để cung cấp các thiết bị điện tử tiêu dùng đằng sau sản phẩm hệ thống giải trí và HDTV tích hợp Uppleva.
Năm 2016, hợp đồng đã sản xuất DTEK50 và DTEK60, cho BlackBerry Limited, dưới thương hiệu BlackBerry hàng đầu của họ. Vào tháng 12 năm 2016, nó đã trở thành người được cấp phép của thương hiệu BlackBerry, để sản xuất, phân phối và thiết kế các thiết bị cho thị trường toàn cầu. Kể từ năm 2017, nó phân phối các thiết bị BlackBerry dưới tên BlackBerry Mobile.
TCL cũng là chủ sở hữu của thương hiệu Palm.

## Dịch vụ truyền hình trực tuyến: GoLive TV
Kể từ năm 2015, TCL cung cấp dịch vụ phát video trực tuyến của riêng mình: GoLive TV hoặc đơn giản là GoLive.